# Mattiholmen
Mattiholmen är en ö i Finland. Den ligger i sjön Härkmerifjärden och i kommunen Kristinestad i den ekonomiska regionen  Sydösterbotten och landskapet Österbotten, i den sydvästra delen av landet, 290 km nordväst om huvudstaden Helsingfors. Öns area är 2,6 hektar och dess största längd är 350 meter i sydväst-nordöstlig riktning.